# Astor Theatre (Nowy Jork)
Astor Theatre – teatr, który mieścił się na rogu 1537 Broadway i West 45th Street na Times Square w nowojorskiej dzielnicy Midtown Manhattan. Został otwarty 21 września 1906, gdy wystawiono w nim komedię Sen nocy letniej Williama Shakespeare’a. W latach 1906–1925 obiekt pełnił funkcję teatru, natomiast od 1925 do zamknięcia w 1972, kina, w którym odbywały się premiery filmowe i seanse. Astor Theatre uchodził przez dziesięciolecia za jedno z najbardziej elitarnych miejsc na Broadwayu. Jego pojemność wynosiła 1,500 miejsc.
29 grudnia 1939 w Astor Theatre odbyła się nowojorska premiera Przeminęło z wiatrem (reż. Victor Fleming).

## Historia

Wnętrze Astor Theatre (1906)

Pięciopiętrowy Astor Theatre został zaprojektowany przez George’a Keistera. Znajdował się obok hotelu Astor na rogu Broadwayu w dzielnicy Manhattan i West 45th Street na Times Square. Pierwszymi właścicielami obiektu byli Lincoln A. Wagenhals (1869–1931) i Collin Kemper (1870–1955), którzy zakupili go przy Times Square. Nad teatrem znajdowały się biurowe pomieszczenia, co było niezwykłym układem jak na owe czasy. Pomiędzy 1913 a 1920 teatr często pełnił funkcję kina oraz miejsca prezentacji filmowych. W marcu 1913 odbyła się w nim premiera niemego filmu fabularnego Quo Vadis (reż. Enrico Guazzoni), zorganizowana przez wytwórnię Metro-Goldwyn-Mayer. George M. Cohan, będący kolejnym właścicielem budynku w latach 1912–1916 (wspólnie z Samem H. Harrisem), wystawiał w nim spektakle swego autorstwa, w tym Hello, Broadway (1913) i The Cohan Revue of 1916 (1916). Pod koniec 1916 The Shubert Organization zostało pełnoprawnym właścicielem budynku, pełniąc tę funkcję do początków wielkiego kryzysu, który nastąpił pod koniec lat 20. XX wieku, w wyniku czarnego czwartku na nowojorskiej giełdzie.
25 grudnia 1917 w Astor Theatre odbyła się premiera sztuki Why Marry? (1917) autorstwa Jesse’ego Lyncha Williamsa, pierwszego laureata nagrody Pulitzera w dziedzinie dramatu. Ostatnim spektaklem wystawianym na deskach teatru, przed przemianowaniem go na kino, był Dew Drop In (1923).
W 1925 Astor Theatre został zakupiony przez sieć Loews Cineplex Entertainment, która przekształciła go w kino. Od tego czasu odbywały się w nim premiery filmowe, m.in. I Wanted Wings (1941, reż. Mitchell Leisen), Happy Go Lucky (1943, reż. Curtis Bernhardt), Spotkamy się w St. Louis (1944, reż. Vincente Minnelli), Urzeczona (1945, reż. Alfred Hitchcock), Droga do Bali (1952, reż. Hal Walker), Wikingowie (1958, reż. Richard Fleischer) i Raz, dwa, trzy (1961, reż. Billy Wilder).
Astor Theatre był jednym z dwóch nowojorskich teatrów (obok Capitol Theatre), w którym prezentowano film Przeminęło z wiatrem (1939, reż. Victor Fleming), po jego oficjalnej premierze w Atlancie w stanie Georgia w dniach 13–15 grudnia 1939. W latach 40. w teatrze odbywały się premiery musicali wytwórni MGM, zrealizowanych w technicolorze. W późniejszych latach obiekt przeszedł radykalną modernizację, która nadała budynkowi uproszczony wygląd.
Problemy konserwacyjne spowodowały zamknięcie Astor Theatre w 1972. Przez dekadę, z przyczyn historycznych, starano się zachować obiekt. Zniszczenie konstrukcji nastąpiło w 1982, a na powstałym miejscu wybudowano hotel New York Marriott Marquis.